# Henrik Patkull
Henrik Patkull, född 20 juli 1607, död före 26 juli 1683, var en svensk militär. Han var far till Didrik Fredrik och  Georg Reinhold Patkull.

## Biografi
Henrik Patkull föddes 1607. Han var son till kammarherren Johan Patkull och Agnes von Falkenberg. Patkull blev page hos kung Gustav II Adolf 1628. Han blev därefter fänrik vid det gamla blå regementet, var 1648 löjtnant vid adelns rusttjänst i wendiska kretsen, 1663 överstelöjtnant vid Trondhjemska regementet och 1675 överste. Patkull levde den 13 december 1681, men var 26 juli 1683 död.

### Egendom
Patkull ägde Posendorf i Ubbenorms socken.

### Familj
Patkull gifte sig första gången 1638 med Lucia von Treyden (död före 1668), dotter till ståthållaren Johan von Treyden på Gdow och Elisabet von Tiesenhausen. De fick tillsammans sonen Georg Reinhold Patkull (1656–1723).
Patkull gifte sig andra gången med Vendla Rosenberg (1645–1680), dotter till krigsrådet Simon Rosenberg och Margareta Larsdotter.